# Verrerie romaine

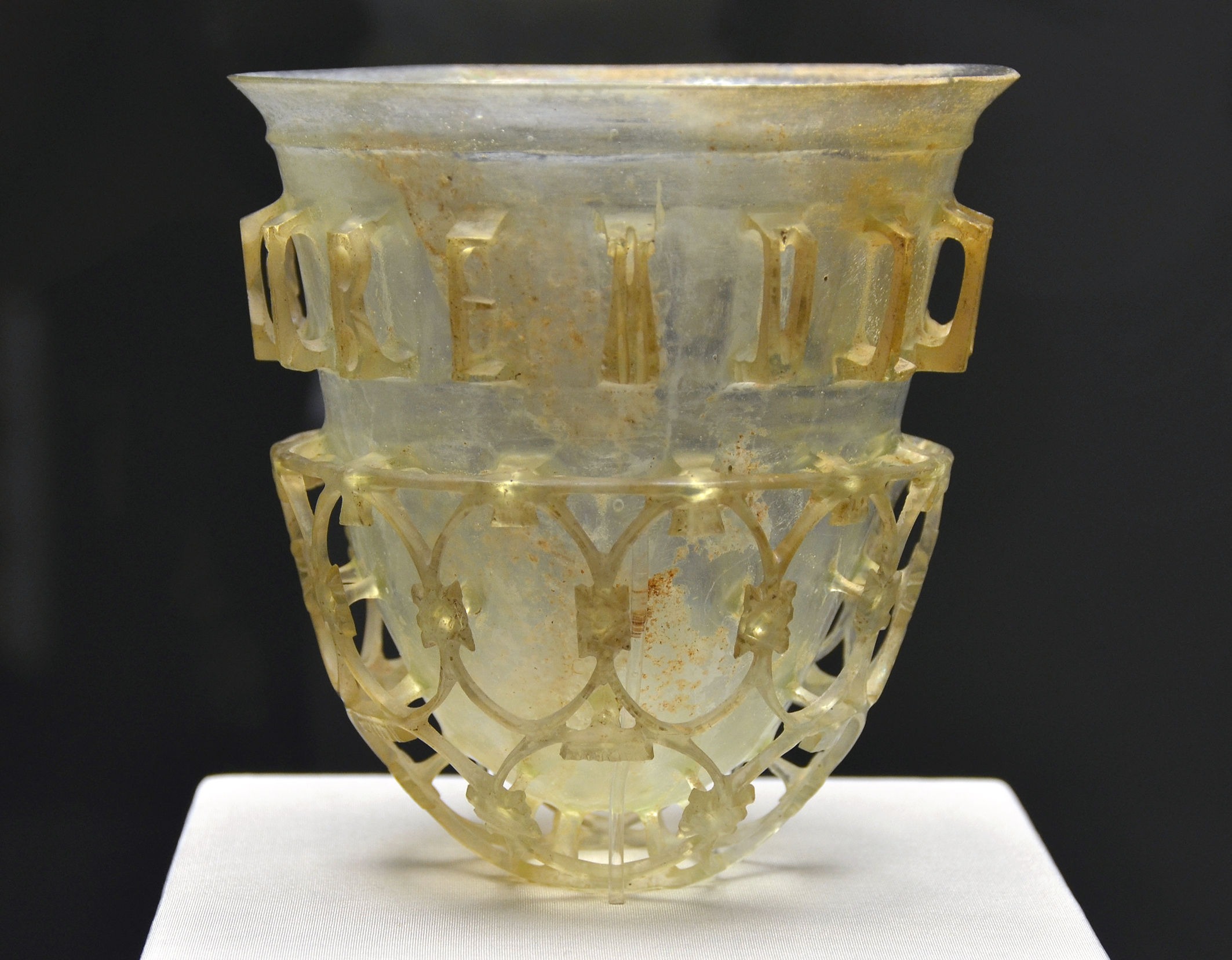
Gobelet en verre diatrète romain de la seconde moitié du IVe siècle, trouvé à Cologne et conservé à la Staatliche Antikensammlung de Munich. On peut lire en haut du gobelet : Bibe multis annis (« Bois et tu vivras des années »).

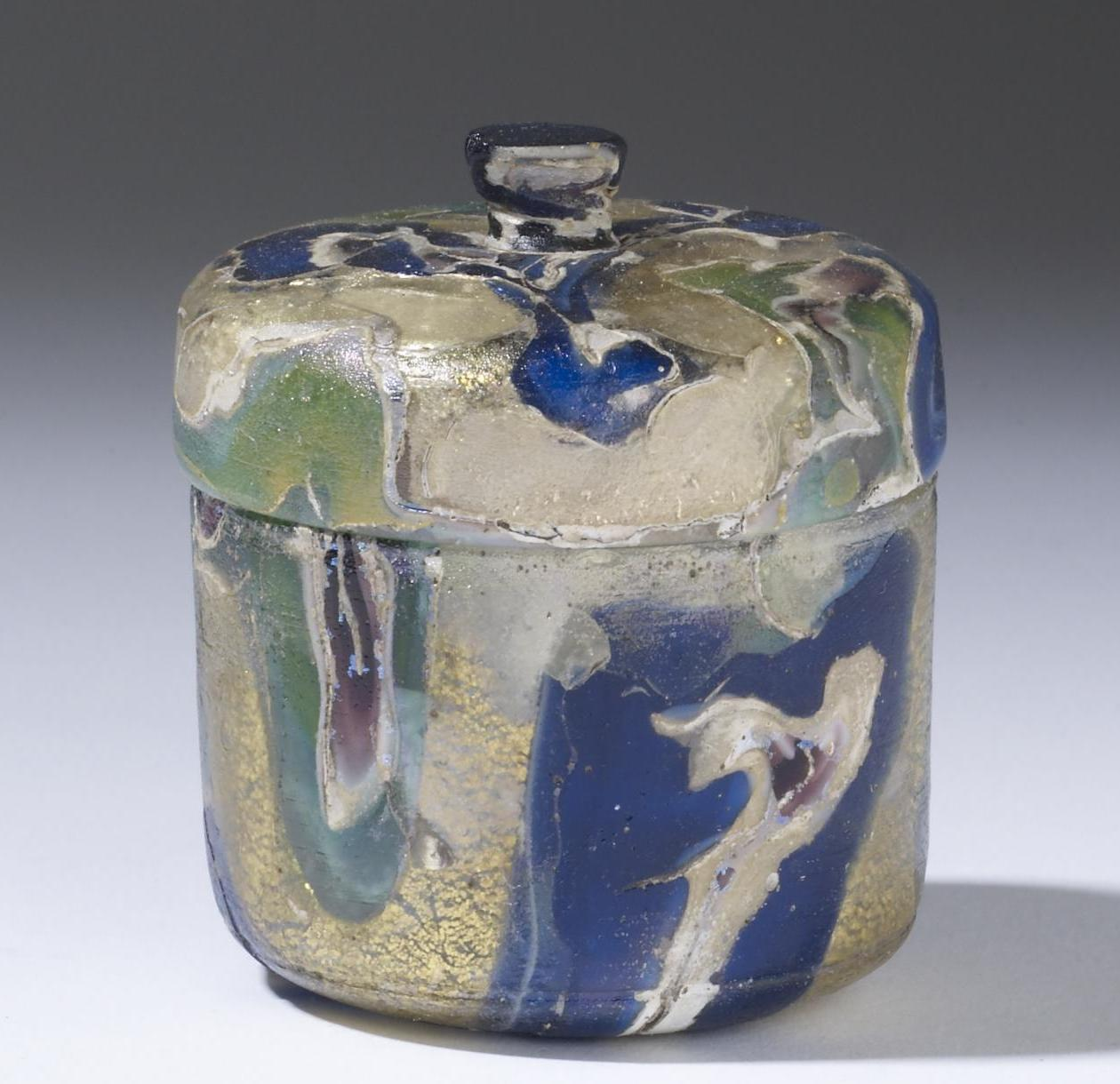
Une luxueuse pyxide romaine, fin du Walters Art Museum, Baltimore.

La verrerie romaine est connue à travers les objets  découverts dans tout l'Empire romain, dans des contextes domestiques, industriels et funéraires. Le verre était principalement utilisé pour la production de récipients, bien que des carreaux de mosaïque et du verre à vitre aient également été produits.
La verrerie romaine s'est développée à partir des techniques hellénistiques, se concentrant initialement sur la production de récipients en verre coulé opaque ou translucide, aux couleurs intenses. Cependant, au cours du Ier siècle apr. J.-C., l'industrie verrière a connu des progrès techniques très rapides, qui ont vu l'introduction du soufflage du verre et la prédominance de verres transparents incolores, dits aqua.
La production de verre brut s'est établie en des endroits géographiquement distincts de ceux de la fabrication des objets en verre, et, dès la fin du Ier siècle apr. J.-C., une industrie à grande échelle a abouti à l'usage du verre comme un matériau couramment disponible dans le monde romain, qui connaissait également des types de verrerie de luxe, dénotant parfois un très haut niveau technique et une habileté exceptionnelle.

## Évolution de l'industrie verrière romaine

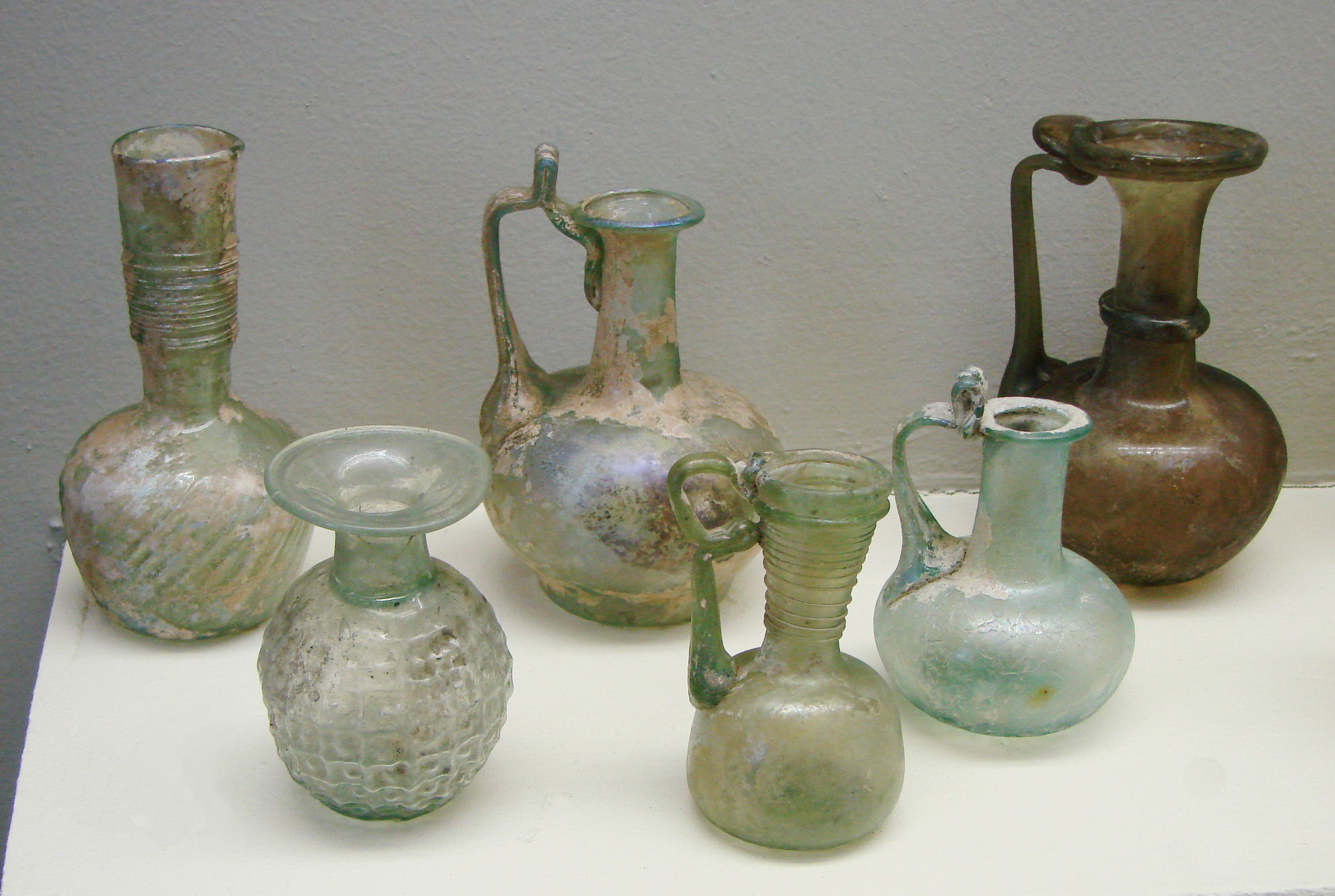
Verrerie romaine du IIe siècle

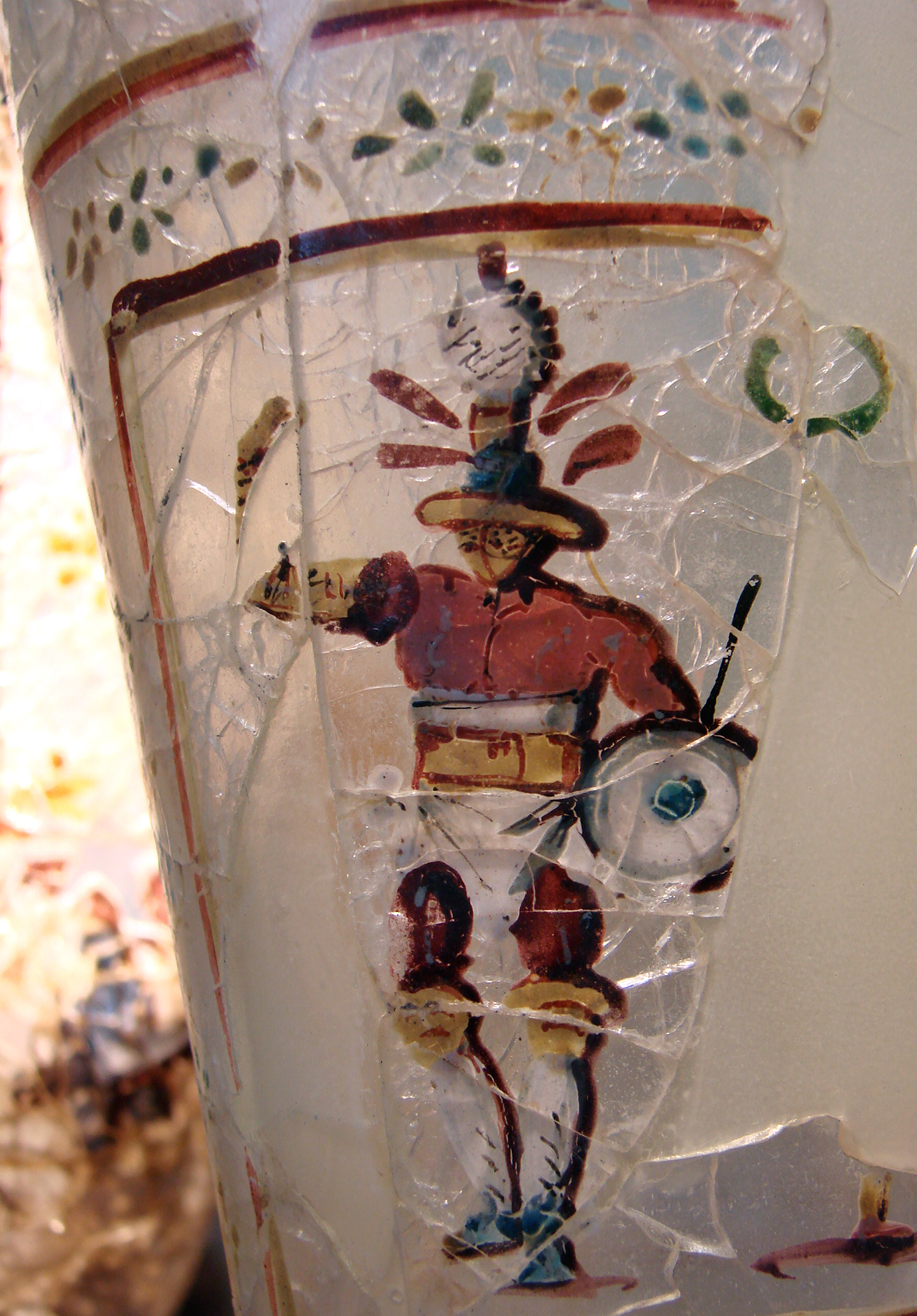
Verre émaillé représentant un gladiateur, trouvé à Begram, en Afghanistan, qui faisait autrefois partie du royaume gréco-bactrien, mais était gouverné par l'Empire kouchan pendant la période contemporaine de l’Empire romain, à laquelle appartient le verre, ca. 52–125 apr. J.-C.

Malgré l'essor du travail du verre dans le monde hellénistique et la place grandissante du verre dans la vie quotidienne, il n'existait pas, au début du Ier siècle de notre ère, de mot latin pour désigner cette activité dans le monde romain. En tous cas, le verre était produit dans des contextes romains en utilisant principalement des techniques et des styles hellénistiques, dès la fin de l’époque républicaine. Les techniques de fabrication prenaient du temps et le produit initial était un récipient à paroi épaisse qui nécessitait un long travail de finition. Ceci, combiné au coût d'importation du natron (carbonate de sodium) pour la production de verre brut, a contribué à l'utilisation limitée du verre et à sa position de matériau cher et valorisant.

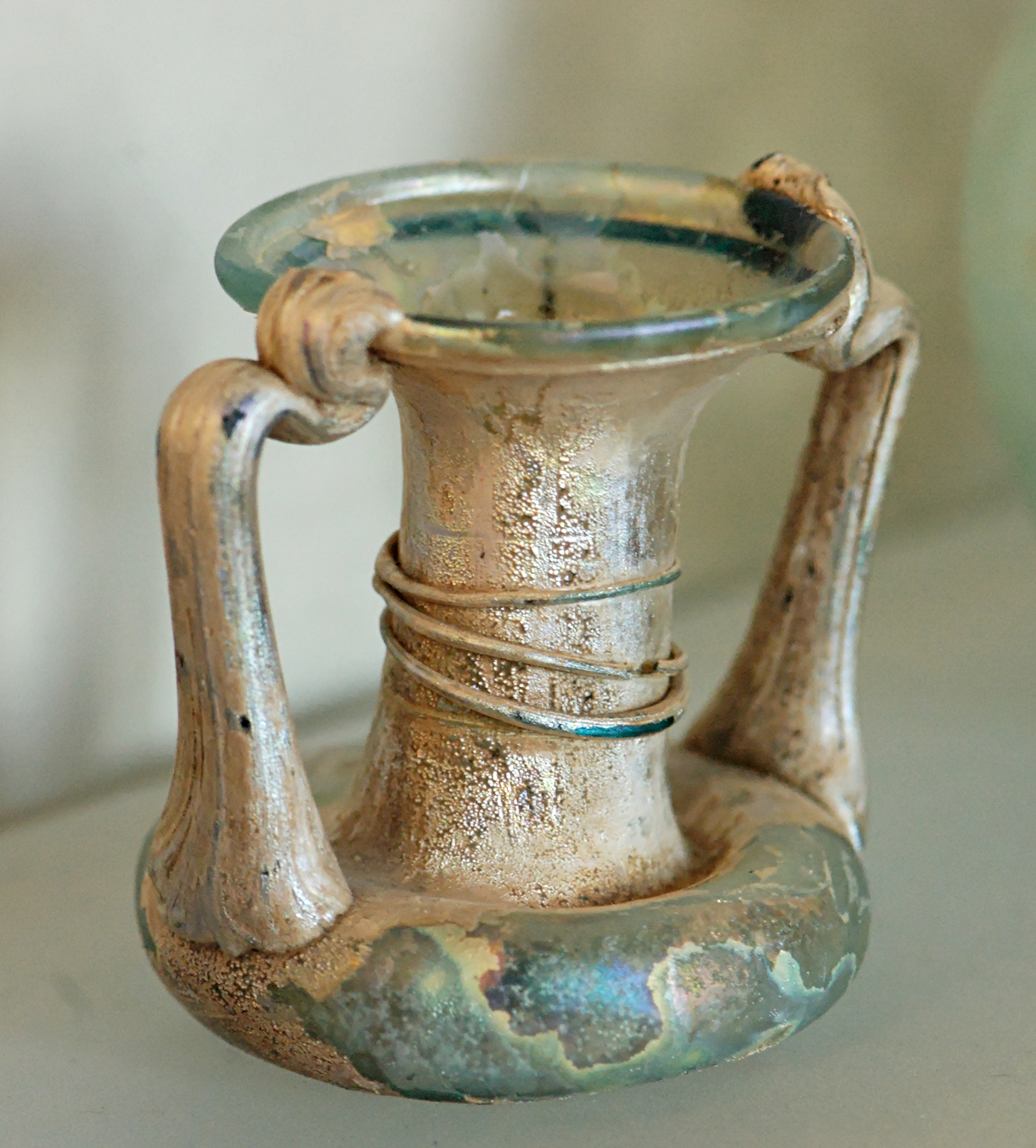
Fiole en verre à double anse, provenant de Syrie, ca.

L'industrie du verre était donc un artisanat relativement mineur à l'époque républicaine, bien que la quantité et la diversité des récipients en verre disponibles, au cours des premières décennies du Ier siècle apr. J.-C., aient considérablement augmenté. C'est le résultat direct de la croissance massive de l'influence romaine à la fin de la période républicaine, de la Pax Romana qui a suivi les décennies de guerre civile, et de la stabilisation de l'État qui s'est produite sous le règne d' Auguste. Pourtant, la verrerie romaine faisait déjà son chemin depuis l'Asie occidentale (c'est-à-dire l’Empire parthe) jusqu'à l'Empire kouchan en Afghanistan et en Inde, et même jusqu'à l’Empire Han de Chine. Le premier verre romain trouvé en Chine provenait d'une tombe du début du Ier siècle av. J.-C., à Guangzhou, apparemment via la mer de Chine méridionale,.
En plus de cela, une nouvelle technique majeure dans la production de verre avait été introduite au cours du Ier siècle apr. J.-C.. Le soufflage du verre a permis aux verriers de produire des récipients aux parois beaucoup plus minces, diminuant la quantité de verre nécessaire pour chaque récipient. Le soufflage du verre était également considérablement plus rapide que les autres techniques et les récipients nécessitaient bien moins de finitions, ce qui représentait une économie supplémentaire de temps, de matière première et d'équipement. Bien que les techniques antérieures aient dominé au début des périodes augustéenne et julio-claudienne, entre le milieu et la fin du Ier siècle apr. J.-C., les techniques antérieures avaient été largement abandonnées au profit du soufflage.
En raison de ces facteurs, le coût de production a été réduit et le verre est devenu disponible pour une partie plus large de la société, sous une variété croissante de formes. Au milieu du Ier siècle apr. J.-C., cela signifiait que les récipients en verre étaient passés d'une marchandise précieuse et de haut statut à un matériau couramment disponible : « une tasse à boire [en verre] pouvait être achetée pour une pièce de monnaie en cuivre » (Strabon, Géographie, 16, 2). Cette croissance a également vu la production des premières tesselles de verre pour mosaïques et du premier verre à vitre, à mesure que la technologie des fours s'améliorait, permettant pour la première fois de produire du verre fondu. Dans le même temps, l'extension de l'empire a également entraîné un afflux de personnes et une expansion des influences culturelles qui ont abouti à l'adoption de styles décoratifs orientaux. Les changements intervenus dans l'industrie verrière romaine au cours de cette période peuvent donc être considérés comme le résultat de trois facteurs principaux : les événements historiques, l'innovation technique et les phénomènes de modes contemporaines. Ils sont également liés aux tendances et aux technologies développées dans le commerce de la céramique, dont ont été tirées un certain nombre de formes et de techniques.

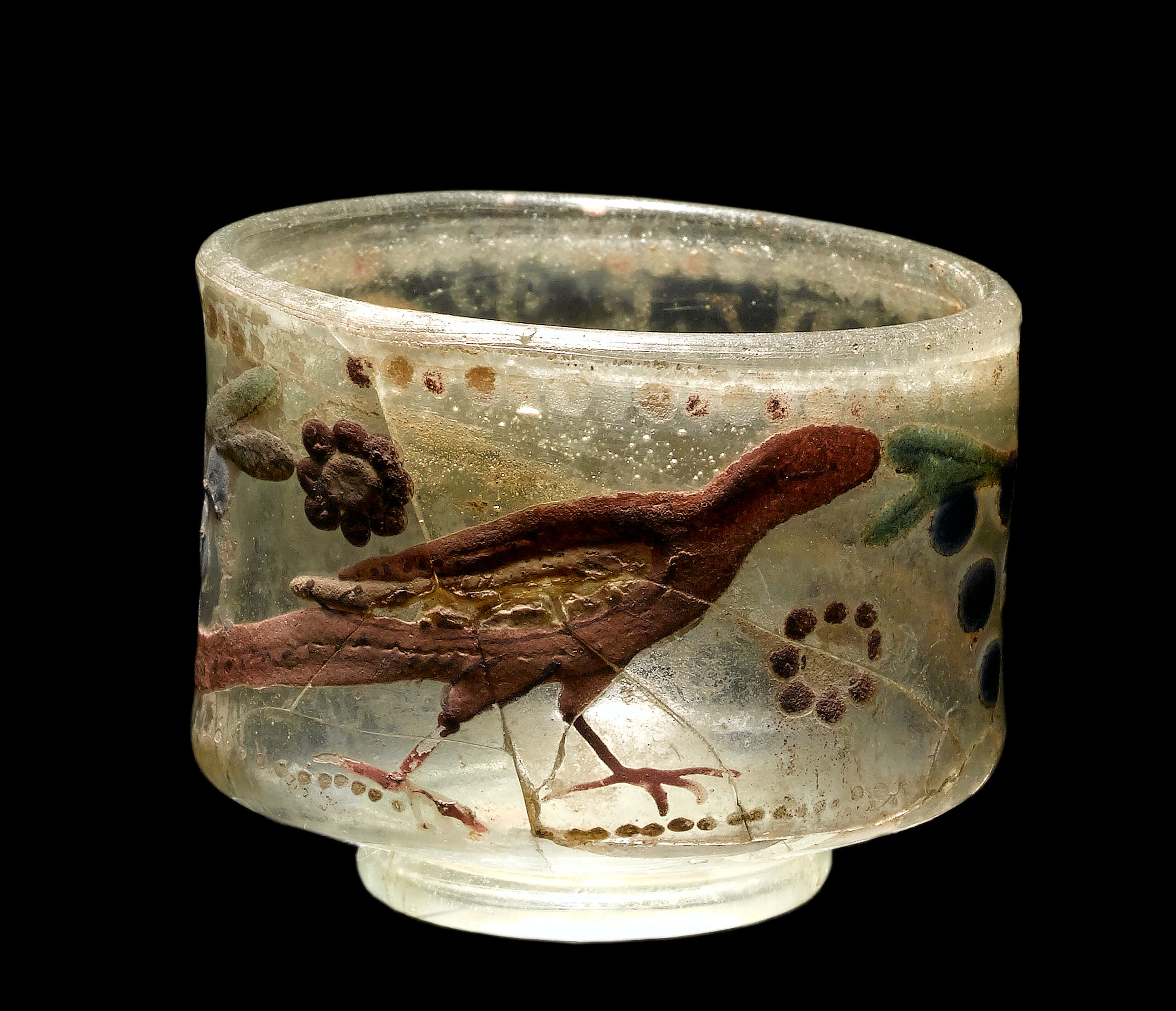
« Gobelet de cirque » de l'âge du fer romain, trouvé à Varpelev, Danemark.

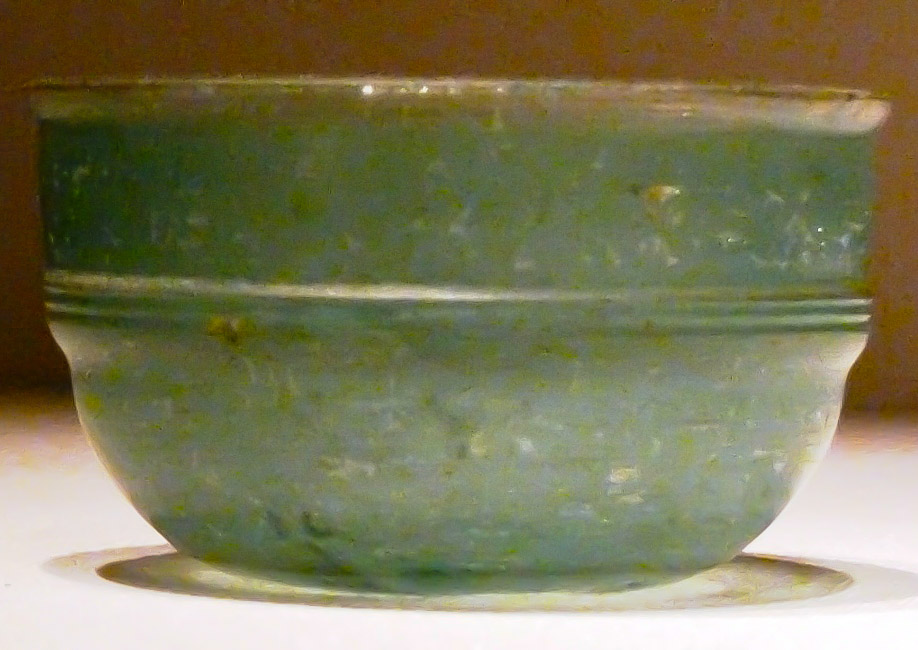
Coupe en verre romaine verte provenant d'une tombe de la dynastie des Han de l'Est (25-220 apr. J.-C.), Guangxi, Chine.

La fabrication du verre atteint son apogée au début du IIe siècle apr. J.-C., avec des objets en verre dans des contextes domestiques de toutes sortes. Les principales techniques de production de soufflage et, dans une moindre mesure, de moulage, sont restées en usage pendant le reste de la période romaine, avec des changements dans les types de récipients, mais peu de changements dans la technologie. À partir du IIe siècle, les styles sont devenus de plus en plus régionalisés, et les preuves indiquent que les bouteilles et les récipients fermés tels que l’unguentaria se sont déplacés en tant que sous-produits du commerce de leur contenu, et beaucoup semblent avoir correspondu à l'échelle romaine de mesure liquide. L'utilisation du verre coloré comme ajout décoratif aux verres pâles et incolores s’est également répandue, et les récipients en métal ont continué à influencer la forme de ceux récipients en verre. Après la conversion de Constantin, les verreries ont commencé à passer plus rapidement de la représentation de l'imagerie religieuse païenne à l'imagerie religieuse chrétienne. Le déplacement de la capitale vers Constantinople a rajeuni l'industrie verrière orientale, et la présence de l'armée romaine dans les provinces occidentales a beaucoup contribué à y empêcher tout ralentissement. Au milieu du IVe siècle, le soufflage de moules n'était utilisé que sporadiquement.

### Composition du verre

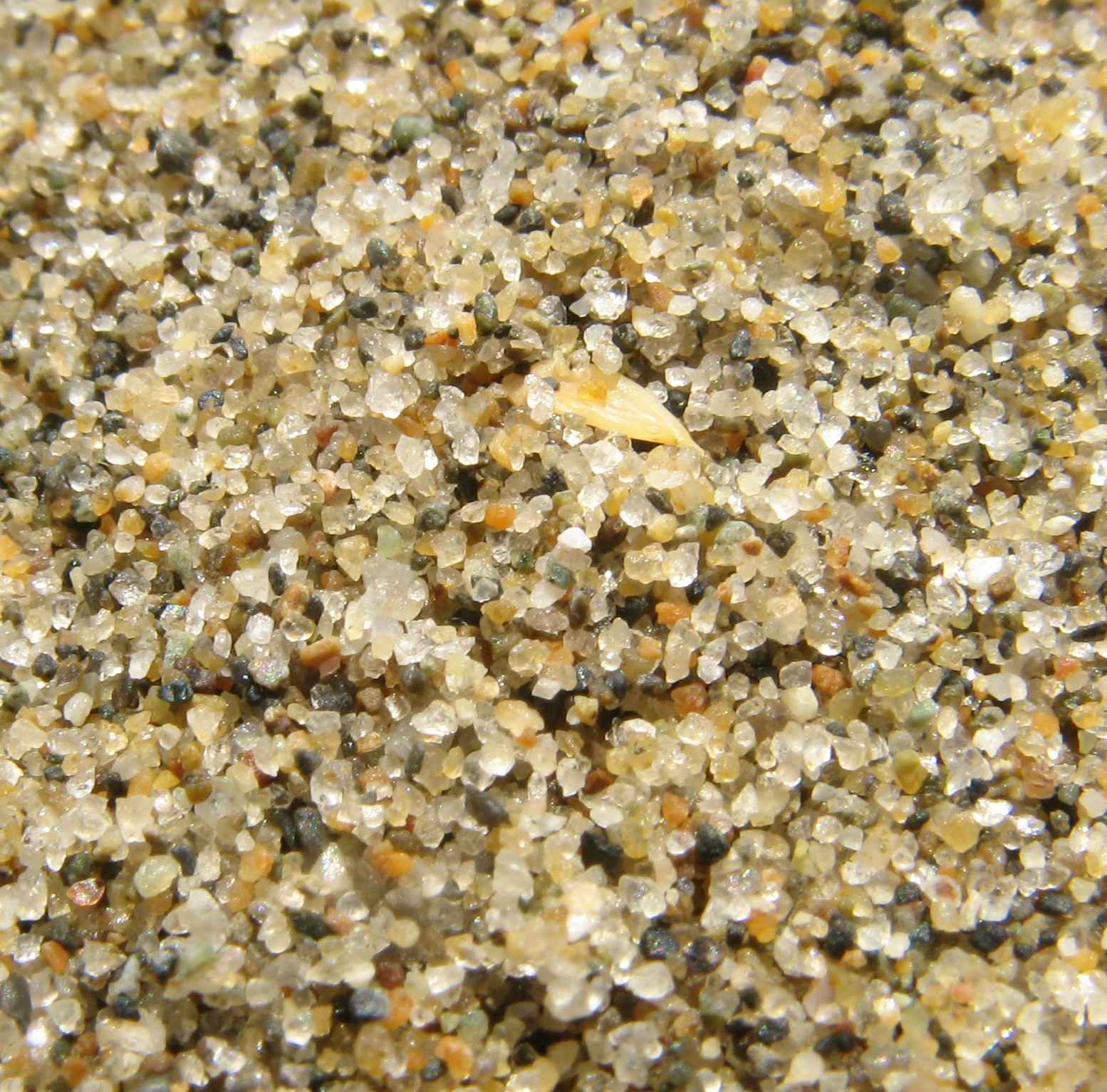
Gros plan sur du sable de plage, principal composant du verre romain.

La production du verre romain reposait sur l'application de chaleur pour fusionner deux ingrédients principaux : la silice et la soude. Les études techniques des verres archéologiques divisent les ingrédients du verre en formateurs, fondants, stabilisants, ainsi que d'éventuels opacifiants ou colorants.
- Formateurs : Le composant majeur du verre est la silice, qui à l'époque romaine était du sable (quartz), contenant un peu d'alumine (typiquement 2,5 %) et jusqu'à 8 % de chaux[4]. Les teneurs en alumine varient, culminant autour de 3 % dans les verres de l'Empire d'Occident, et restant nettement plus faibles dans les verres du Proche-Orient[4].

- Fondants : Cet ingrédient a été utilisé pour abaisser le point de fusion de la silice pour former du verre. L'analyse du verre romain a montré que la soude (carbonate de sodium) était seule utilisée dans la fabrication du verre[10]. Pendant cette période, la principale source de carbonate de soude était le natron, un sel naturel trouvé dans les lits de lacs asséchés. La principale source de natron pendant la période romaine était le Ouadi Natroun, en Égypte, bien qu'il puisse avoir existé une source en Italie.

- Stabilisants : Les verres formés de silice et de soude sont naturellement solubles et nécessitent l'ajout d'un stabilisant tel que la chaux ou la magnésie. La chaux était le principal stabilisant utilisé pendant la période romaine, pénétrant dans le verre à travers des particules calcaires dans le sable de plage, plutôt que comme un composant séparé[11].

Il a également été démontré que le verre romain contenait environ 1 % à 2 % de chlore, contrairement aux verres plus récents. On pense que cela provient soit de l'ajout de sel (NaCl) pour réduire la température de fusion et la viscosité du verre, soit d'un contaminant dans le natron.

## Industrie et artisanat du verre

### Fabrication

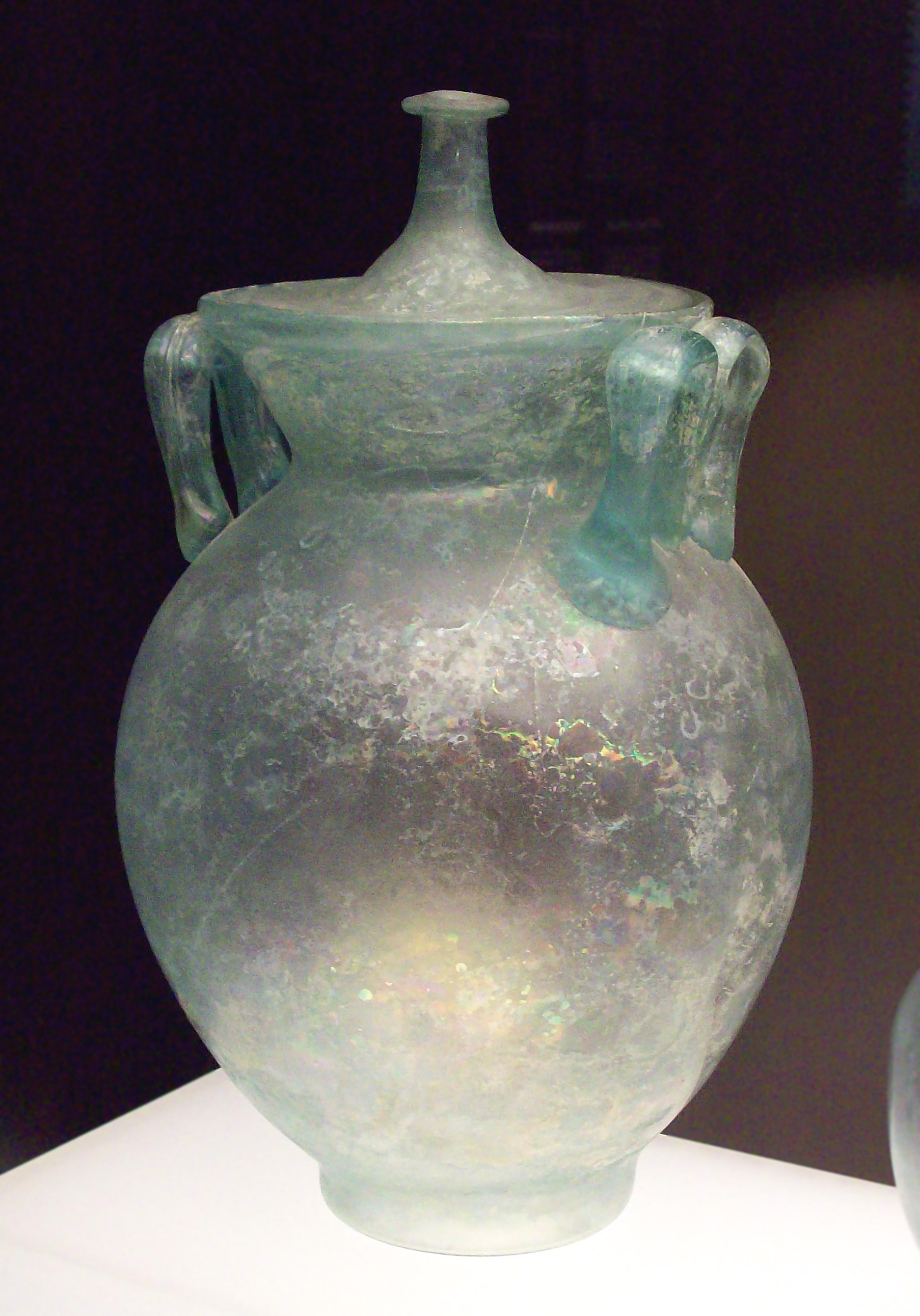
Urne cinéraire romaine en verre soufflé, -

Les preuves archéologiques de la fabrication du verre à l'époque romaine sont rares, mais en établissant des comparaisons avec les périodes islamique et byzantine ultérieures, il est clair que la fabrication du verre était une industrie importante. À la fin de l'époque romaine, le verre était produit en grande quantité, dans des cuves situées à l'intérieur de fours très spécialisés, comme l'illustre la plaque de verre de 8 tonnes récupérée à Beït-Shéarim. Ces ateliers pouvaient produire plusieurs tonnes de verre brut dans une seule cuisson de four, et bien que cette cuisson ait pu prendre des semaines, un seul atelier primaire pouvait potentiellement alimenter plusieurs chantiers secondaires de travail du verre. On pense donc que la production de verre brut était concentrée sur un nombre relativement restreint d'ateliers, où le verre était produit à grande échelle, puis brisé en morceaux. Il n'y a que des preuves limitées pour la fabrication locale de verre, et uniquement dans le contexte du verre à vitre. Le développement de cette industrie à grande échelle n'est pas entièrement compris, mais Pline (Histoire naturelle, 36, 194), en plus des preuves de la première utilisation du verre fondu au milieu du Ier siècle apr. J.-C., indique que les technologies des fours ont connu un développement marqué du début au milieu du Ier siècle apr. J.-C., parallèlement à l'expansion de la production du verre.
L'implantation des ateliers verriers était régie par trois facteurs principaux : la disponibilité du combustible qui était nécessaire en grande quantité, les sources de sable qui représentaient le constituant majeur du verre et le natron qui agissait comme fondant. Le verre romain reposait sur le natron du Ouadi Natroun et, par conséquent, on pense que les ateliers de fabrication de verre pendant la période romaine ont pu être confinés aux régions côtières de la Méditerranée orientale. Cela a facilité le commerce du verre brut incolore ou naturellement coloré qu'ils produisaient, qui atteignait les sites de travail du verre à travers l'Empire romain.
La rareté des preuves archéologiques pour les installations de fabrication de verre romain a entraîné l'utilisation de compositions chimiques comme preuve pour les modèles de production, car la division de la production indique que toute variation est liée aux différences dans la fabrication du verre brut. Cependant, la confiance romaine dans le natron de Ouadi Natrun en tant que fondant, a abouti à une composition largement homogène dans la majorité des verres romains,. Malgré la publication d'analyses majeures, des comparaisons d'analyses chimiques produites par différentes méthodes analytiques n'ont été tentées que récemment,, et bien qu'il y ait quelques variations dans les compositions de verre romain, des groupes de composition significatifs ont été difficiles à établir pour cette période.

### Recyclage

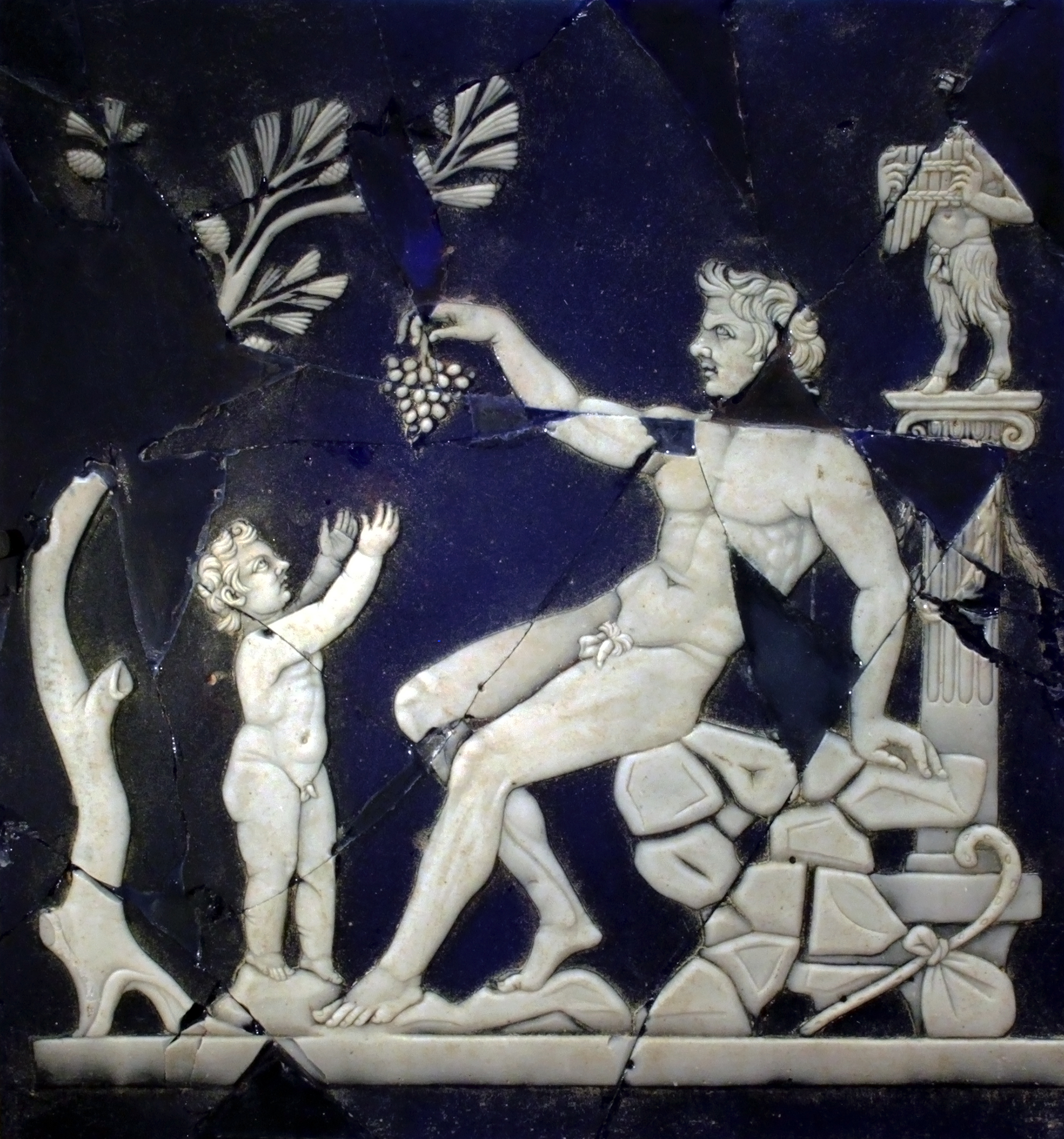
Plaque de verre camée avec l'enfant Bacchus et un satyre, début du

Les poètes romains Stace et Martial indiquent tous deux que le recyclage du verre brisé était une partie importante de l'industrie du verre, et cela semble être soutenu par le fait que seuls des fragments de verre de toute taille sont récupérés sur les sites domestiques de cette période. Dans l'Empire d'Occident, il existe des preuves que le recyclage du verre brisé était fréquent et étendu,, et que des quantités de verrerie brisée étaient concentrées sur des sites locaux avant d'être refondues en verre brut. Dans l'Empire d'Orient, il existe des preuves que du verre romain recyclé est utilisé pour glacer la poterie parthe,. Sur le plan de la composition, le recyclage répété est visible par des niveaux élevés de métaux utilisés comme colorants.
La fusion ne semble pas avoir eu lieu dans des creusets ; les marmites semblent plutôt avoir été utilisées pour des opérations à petite échelle. Pour les travaux plus importants, de grands réservoirs ou des récipients en céramique en forme de réservoirs ont été utilisés. Dans les cas les plus importants, de grands fours ont été construits pour entourer ces réservoirs.

### Travail du verre

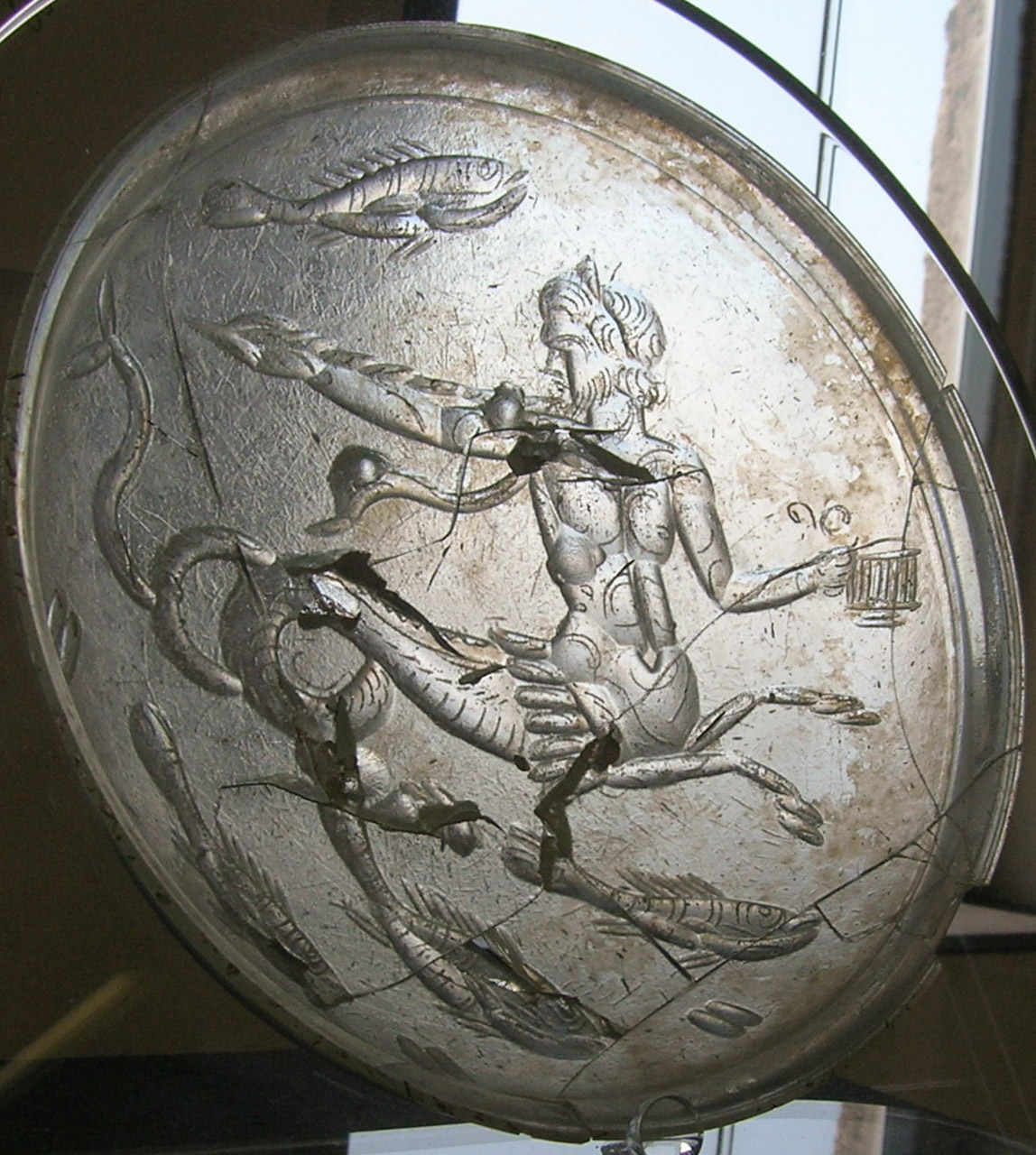
Bol en verre gravé, provenant d'un atelier de Cologne, trouvé dans une nécropole de Vintimille,

L’archéologie montre qu'avec l'expansion de l'Empire, des sites de verreries se sont développés à Rome, en Campanie et dans la vallée du Pô, produisant dès la fin du Ier siècle av. J.-C. les nouveaux verres soufflés, à côté des traditionnels récipients coulés. L'Italie est connue pour avoir été un centre de travail et d'exportation de vases aux couleurs vives à cette époque, avec un pic de production au milieu du Ier siècle apr. J.-C..
Du début au milieu du Ier siècle apr. J.-C., la croissance de l'Empire a vu l'établissement d’ateliers de verrerie le long des routes commerciales : Cologne et d'autres centres de Rhénanie deviennent d'importants sites de production d'objets en verre ; le verre syrien est lui aussi exporté jusqu'en Italie. Durant cette période, les formes de vases varient d'un atelier à l'autre, des régions comme la Rhénanie et le Nord de la Gaule produisant des formes distinctives inconnues plus au sud. Le développement de l'industrie s'est poursuivi au IIIe siècle apr. J.-C. : les sites de la Colonia Claudia Ara Agrippinensium (Cologne) semblent avoir connu une expansion significative, et au IIIe et au début du IVe siècle, les producteurs du nord des Alpes exportaient leur production vers l'Italie et les régions transalpines.
Les sites de travail du verre comme ceux d'Aquilée ont également joué un rôle important dans la diffusion du verre, Cependant, par la suite, aux IVe et Ve siècles, ce sont les ateliers de verre italiens qui prédominent.

### Styles

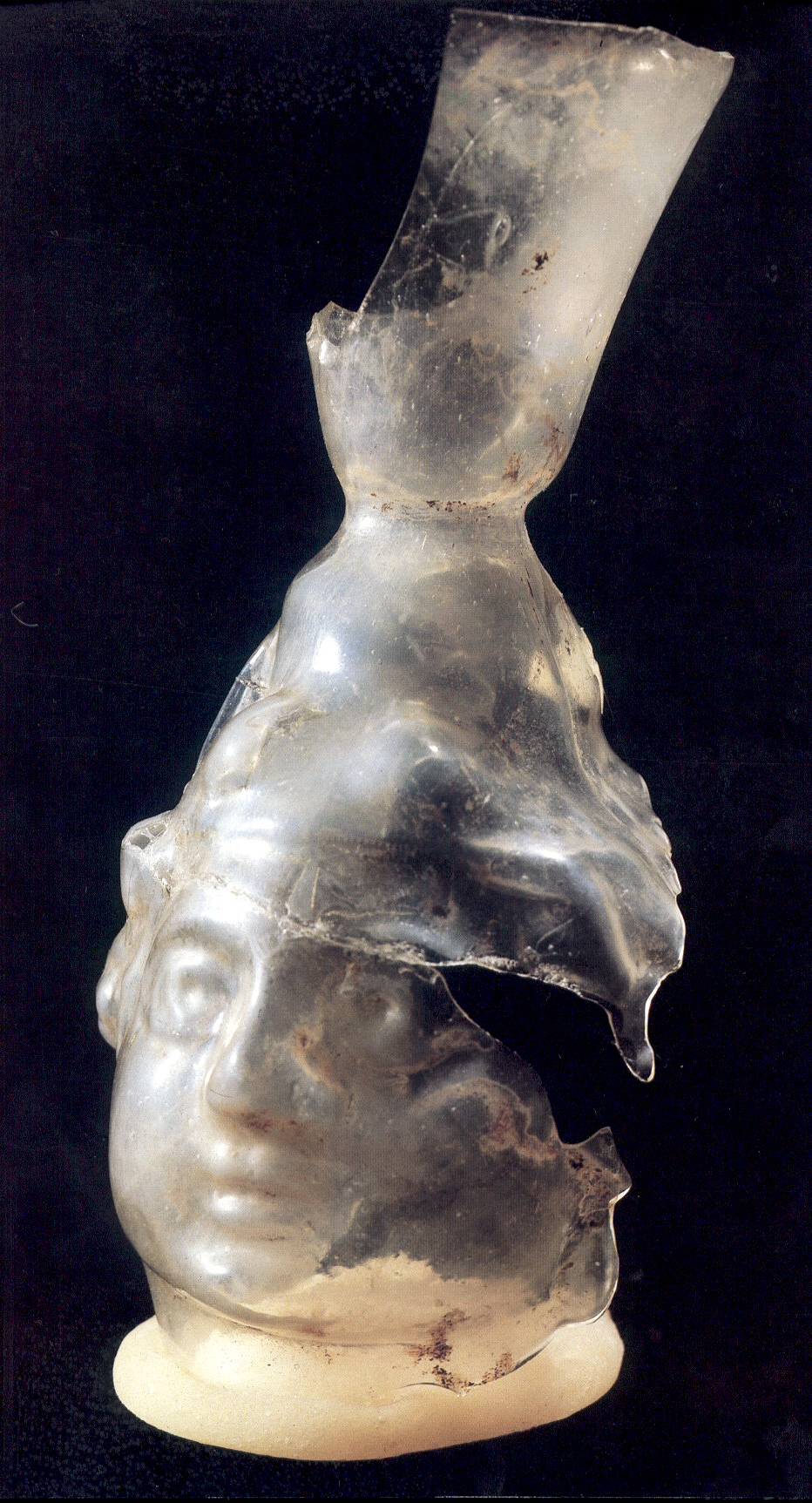
Récipient en verre du, trouvé à Novi Grad.

La verrerie romaine la plus ancienne suit les traditions hellénistiques et utilise du verre à motifs fortement colorés et « mosaïques ». À la fin de la période républicaine sont apparues de nouvelles productions à rayures très colorées, avec une fusion de dizaines de bandes monochromes et de dentelles. Il existe des preuves qu'au cours de cette période, les styles de verre variaient géographiquement, les produits fins colorés translucides du début du Ier siècle étant notamment d'origine « occidentale », tandis que les produits fins incolores ultérieurs sont plus « internationaux ». Ces objets présentent également pour la première fois un style proprement romain sans rapport avec les traditions des objets coulés hellénistiques, et se caractérisent par de nouvelles couleurs riches : le vert émeraude, le bleu foncé ou bleu cobalt, un bleu-vert profond et un bleu persan ou « paon » sont le plus souvent associés à cette période, où les autres couleurs sont très rares. Parmi celles-ci, le vert émeraude et le bleu paon étaient de nouvelles couleurs introduites par l'industrie romano-italienne et presque exclusivement associées à la production fine.
Cependant, au cours des trente dernières années du Ier siècle apr. J.-C., il y a eu un changement de style marqué, les couleurs fortes disparaissant rapidement, remplacées par des verres « aqua » et de véritables verres incolores. Les verres incolores et « aqua » étaient déjà attestés pour des récipients et certains modèles de mosaïques, mais ils commencent à dominer le marché du verre soufflé à cette époque. L'utilisation de couleurs fortes dans le verre coulé s'est éteinte au cours de cette même période, les verres incolores ou « aqua » dominant la production des articles ordinaires coulés en quantité, car la moulage et le soufflage libre ont pris le relais au Ier siècle apr. J.-C..
À partir d'environ 70 apr. J.-C., le verre incolore devient le matériau dominant pour les objets fins, et les verres les moins chers évoluent vers des nuances pâles de bleu, vert et jaune. Le débat se poursuit pour savoir si ce changement de style indique que le verre est dorénavant considéré comme un matériau ayant son caractère propre, pour lequel il n'est plus nécessaire de chercher à imiter les pierres précieuses, le métal ou la céramique, ou si le passage au verre incolore indique une tentative d'imiter le cristal de roche, très prisé. Dans son Histoire naturelle (36, 198), Pline déclare que « le verre le plus apprécié est incolore et transparent, ressemblant le plus possible au cristal de roche », ce qui est censé soutenir cette dernière position, comme en témoigne la persistance de la coulée comme technique de production, qui génère des récipients à parois épaisses, nécessaires pour supporter la pression de la taille et du polissage importants associés au travail du cristal.

## Techniques de fabrication

### Fabrication avec noyau et broches
Les artisans formaient un noyau d'argile et de paille fixé autour de broches métalliques et réalisaient le récipient en plongeant le noyau dans du verre liquéfié ou en disposant du verre liquide autour du noyau. Le noyau était retiré une fois le verre refroidi, et des poignées, des rebords et des bases étaient ensuite rapportés. Ces récipients, qui se caractérisent par des parois relativement épaisses, des couleurs vives et des motifs en zigzag de couleurs contrastées, étaient limités en taille à de petits contenants d'onguent ou de parfum. Cette première technique a continué à gagner en popularité au cours du Ier siècle av. J.-C., malgré l'introduction antérieure de la technique des vases coulés et affaissés (en).

### Décoration par découpage à froid

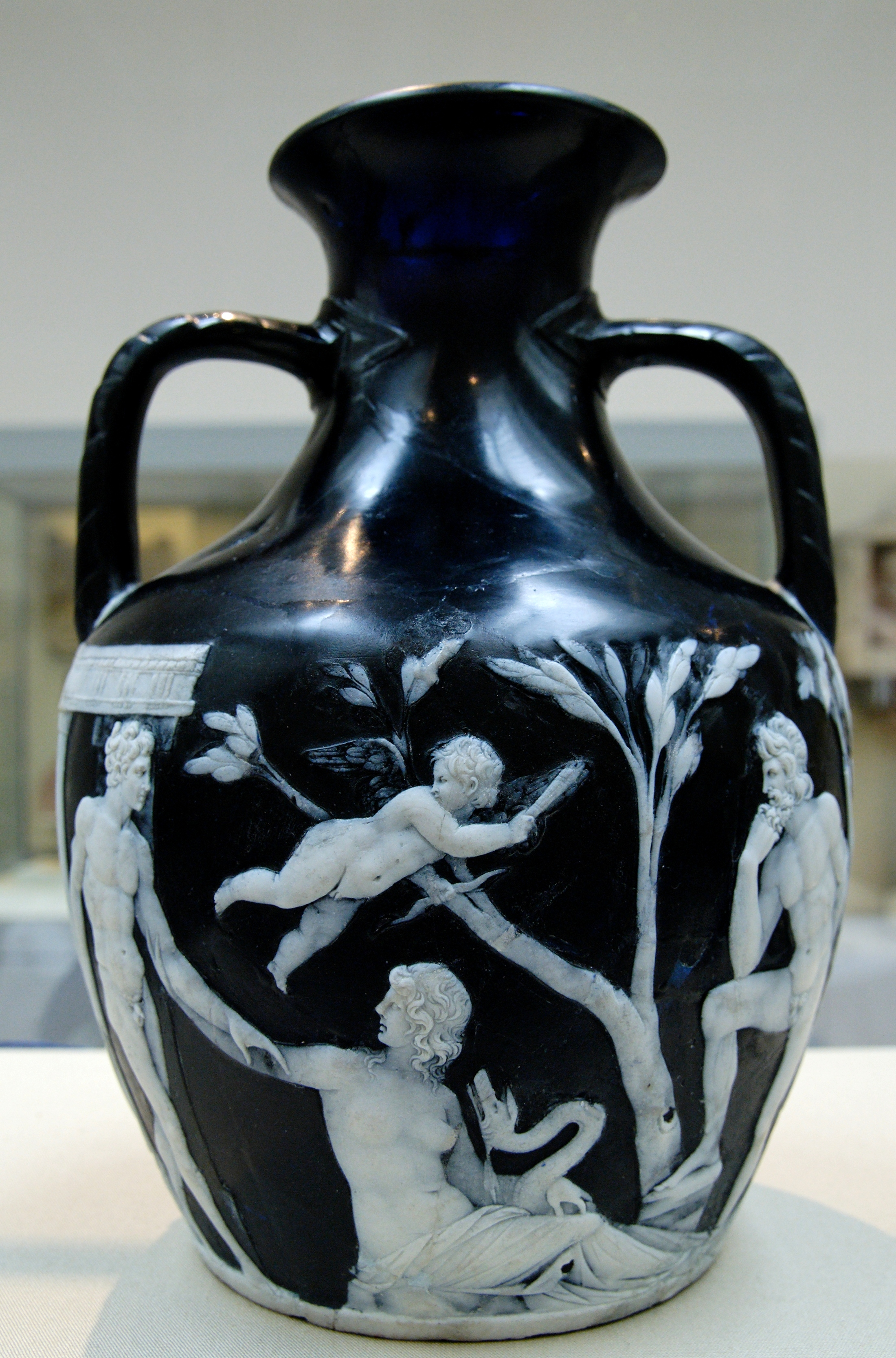
Vase Portland, verre camée, ca. 5-25 apr. J.-C.

Cette technique est liée à l'utilisation du verre comme substitut aux pierres précieuses. En empruntant des techniques pour la pierre et les pierres précieuses sculptées, les artisans ont pu produire une variété de petits récipients à partir de blocs de verre brut ou d'ébauches moulées épaisses, pour aboutir aux techniques élaborées du verre camée à deux couleurs ou plus, et  gobelets en cage ou vases diatrètes, considérés par la plupart des érudits comme décorés par découpage, malgré quelques débats.

### Soufflage du verre
- Verre soufflé ;
- Récipients soufflés dans un moule.

Ces techniques, qui devaient dominer l'industrie verrière romaine après la fin du Ier siècle apr. J.-C., sont décrites en détail sur la page du soufflage du verre. Le verre soufflé au moule apparaît dans le deuxième quart du Ier siècle apr. J.-C..

### Autres techniques de fabrication
Un certain nombre d'autres techniques étaient utilisées à l'époque romaine :
- Production de gobelets en cage (verre diatrète) ;
- Production de verre camée ;
- Affaissement (en) ;
- Fonderie ;
- Techniques décoratives.

## Techniques décoratives

### Motifs en verre coulé

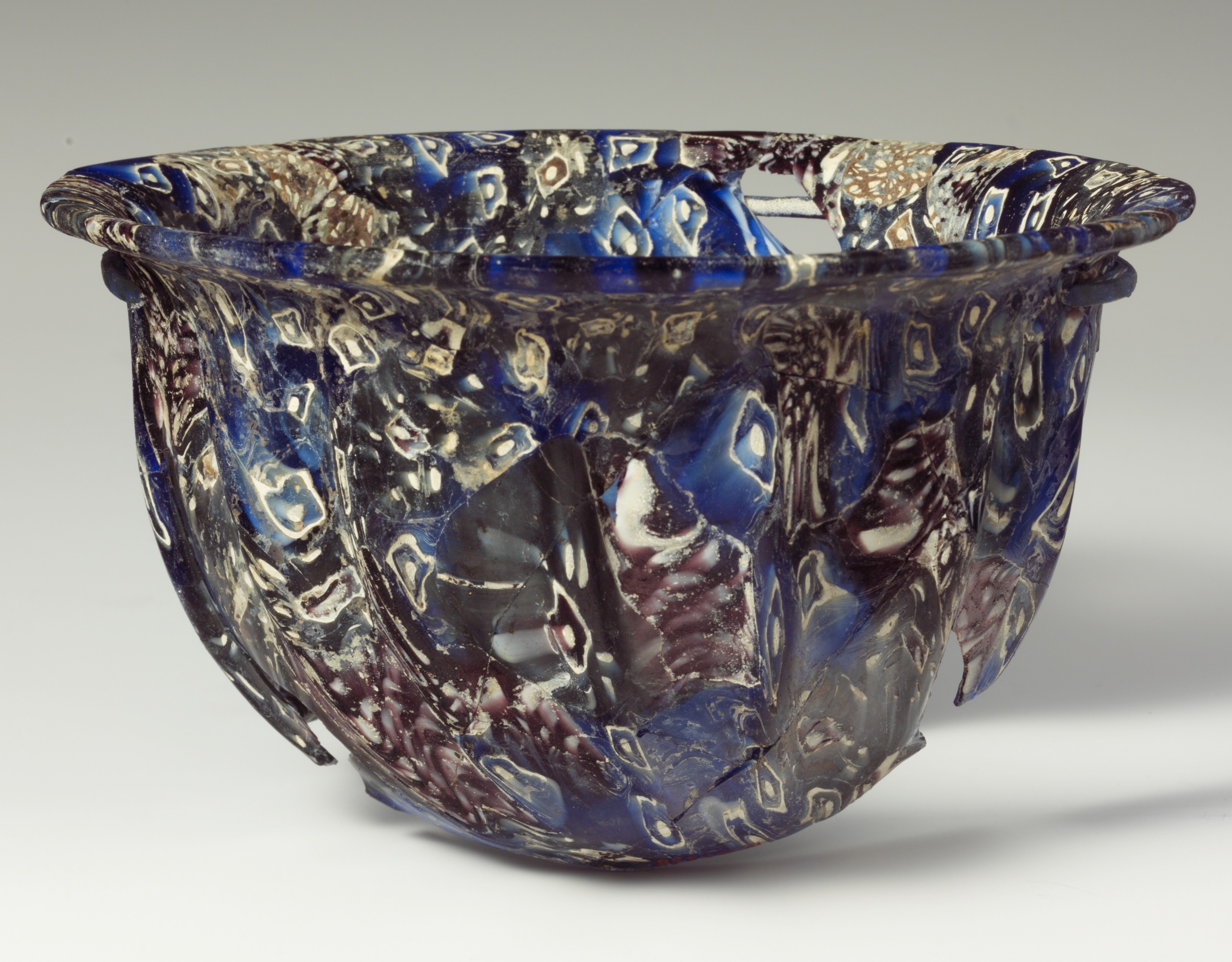
Bol côtelé en verre mosaïque.

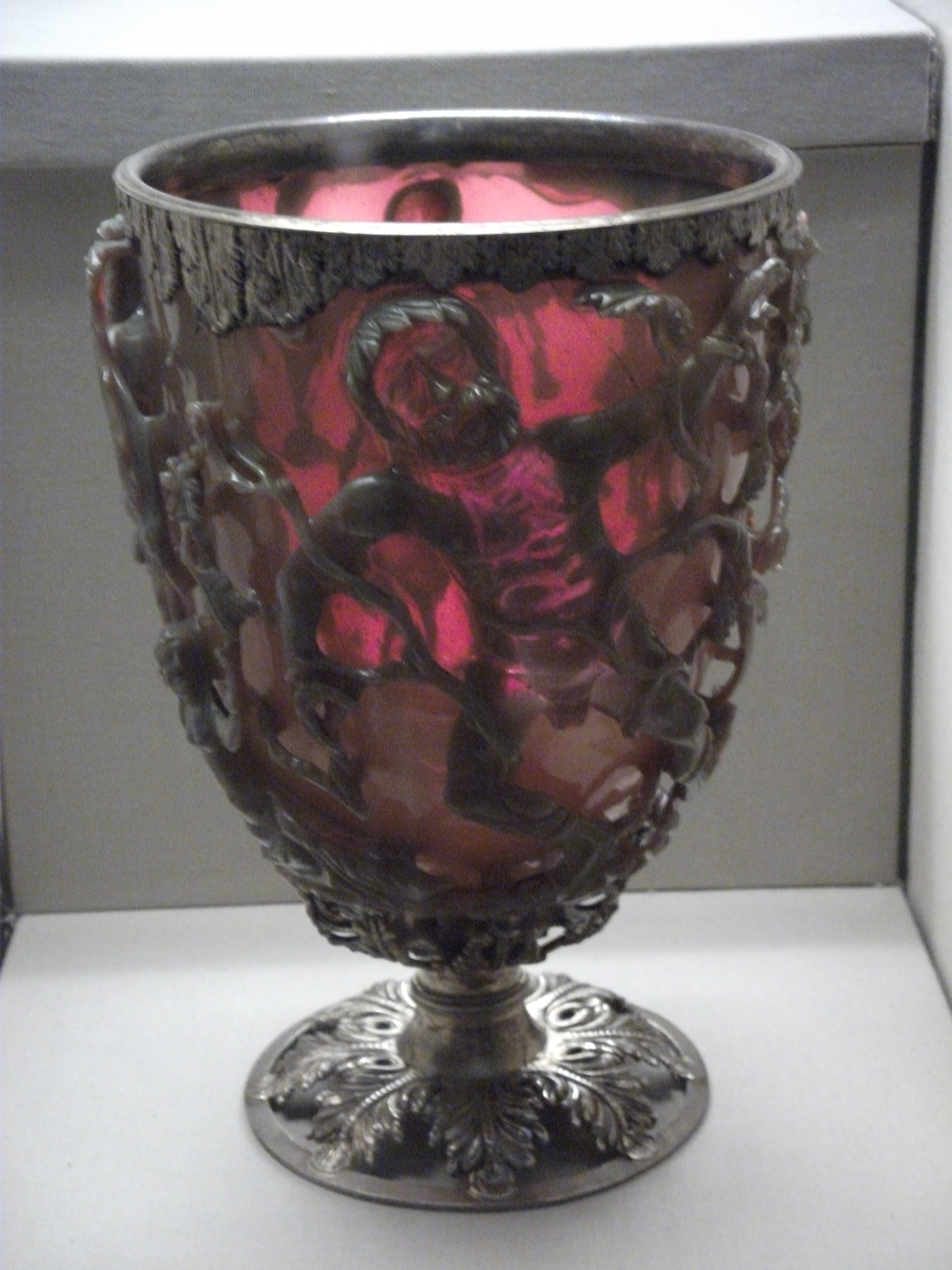
Coupe de Lycurgue, vase diatrète dichroïque (changeant de couleur), éclairée par l'arrière. Le pied et le rebord sont modernes.

Les feuilles de verre utilisées pour l'affaissement pouvaient être réalisées en verre uni ou multicolore, voire formées de morceaux de « mosaïque ». La production de ces objets s'est ensuite développée dans les techniques modernes de cannage et de millefiori, mais eĺle est sensiblement différente. Six types principaux de verre « mosaïque » ont été identifiés :
- Motifs floraux (millefiori) et en spirale

Cela a été obtenu en liant ensemble des tiges de verre coloré et en les chauffant et en les fusionnant en une seule pièce. Celles-ci étaient ensuite coupées en coupe transversale et les disques résultants pouvaient être fusionnés pour créer des motifs complexes. Alternativement, deux bandes de verre de couleur contrastante pouvaient être fusionnées, puis enroulées autour d'une tige de verre encore chaude pour produire un motif en spirale. Des coupes transversales de ce motif pouvaient être ensuite coupées et fusionnées pour former une plaque, ou bien fusionnées à du verre ordinaire.
- Motifs marbrés et tachetés

Certains de ces motifs sont clairement formés par la distorsion du motif d'origine lors de l'affaissement de la plaque de verre au cours de la fusion. Cependant, en utilisant des motifs en spirale et circulaires de couleurs alternées, les producteurs ont également pu imiter délibérément l'apparence de pierres naturelles telles que le sardonyx. Cela se produit le plus souvent sur des bols moulés en pilier, qui sont l'une des découvertes de verre les plus courantes sur les sites du Ier siècle.
- Motifs de dentelle

Des bandes de verre coloré étaient torsadées avec un fil de verre de couleur contrastante avant d'être fusionnées. C'est une méthode populaire au début de la période, mais semblant passée de mode au milieu du Ier siècle apr. J.-C..
- Motifs rayés

Des longueurs de verre monochrome et dentelle étaient fusionnées pour créer des motifs rayés vifs, une technique qui s'est développée à partir de la technique du motif dentelle au cours des dernières décennies du Ier siècle apr. J.-C..
La production de récipients multicolores a diminué après le milieu du Ier siècle, mais est restée en usage pendant un certain temps après.

### Verre doré

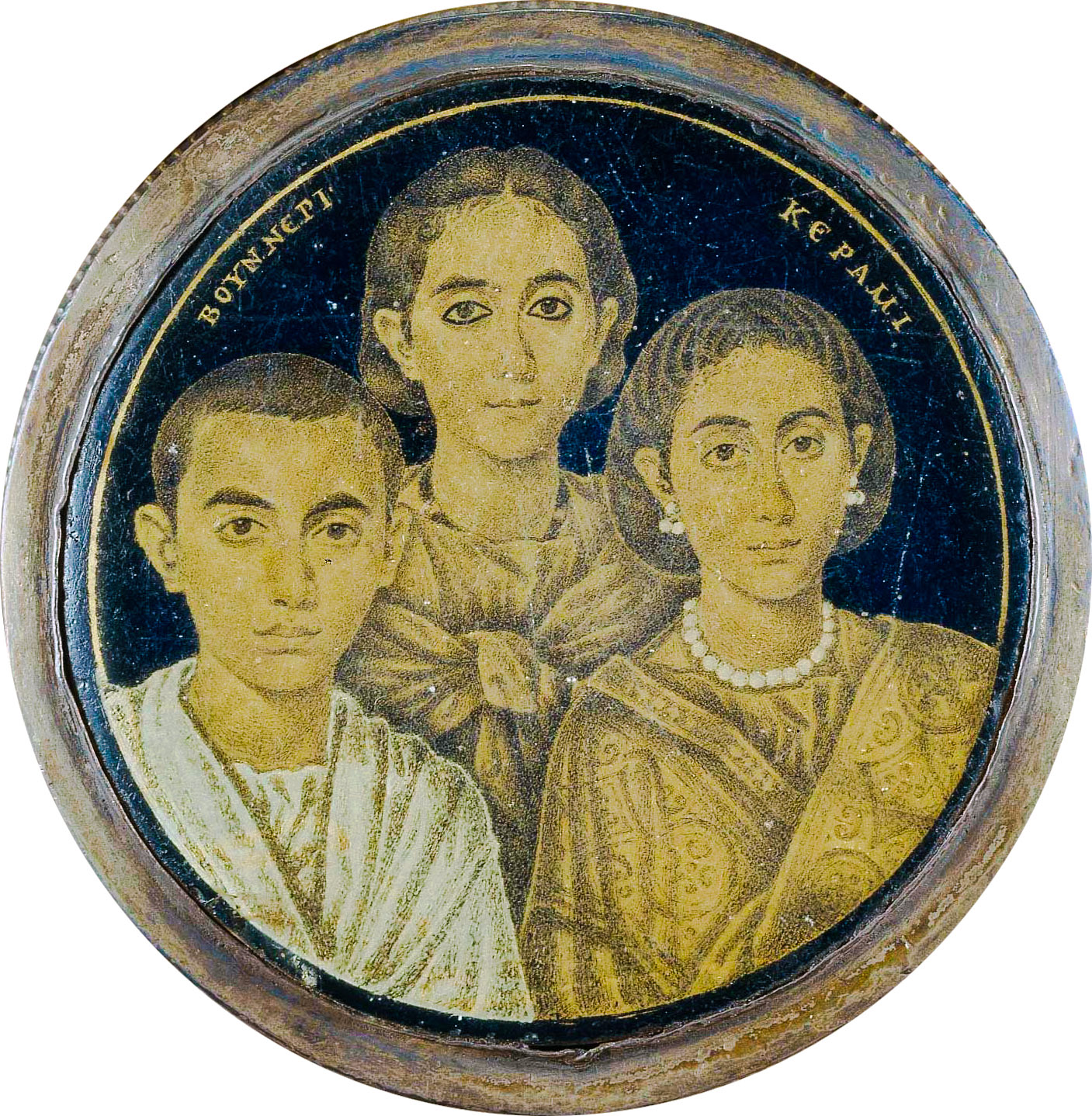
Détail d'un médaillon en verre doré orné d'un portrait de famille. Alexandrie (Égypte romaine),.

Le verre sandwich doré ou verre doré est une technique de fixation d'une couche de feuille d'or avec un dessin entre deux couches de verre fusionnées, développée dans la verrerie hellénistique et relancée au IIIe siècle. On a très peu de modèles de grandes dimensions : la grande majorité des quelque 500 exemplaires survivants sont des cocardes sur des fonds de coupes à vin ou des verres pressés dans le mortier qui marquaient les tombes dans les catacombes de Rome : la grande majorité sont du IVe siècle, s'étendant jusqu'au Ve siècle. La plupart sont chrétiens, mais beaucoup sont païens et quelquefois juifs ; leur iconographie a été largement étudiée, bien qu'ils soient artistiquement assez peu évolués. En revanche, un groupe beaucoup plus petit de portraits du IIIe siècle est superbement exécuté, avec des pigments peints sur l'or. La même technique a commencé à être utilisée pour les tesselles d'or des mosaïques dès le milieu du Ier siècle à Rome et, au Ve siècle, elles étaient devenues le fond standard des mosaïques religieuses.

### Autres techniques décoratives
Un certain nombre d'autres techniques existaient à l'époque romaine, notamment le verre émaillé et le verre gravé.

## Tesselles et vitres
Des éclats de verre brisé ou des tiges de verre étaient utilisés dans les mosaïques à partir de la période augustéenne, mais au début du Ier siècle, de petits carreaux de verre, appelés tesselles, étaient produits spécifiquement pour la confection des mosaïques. Ces tesselles étaient généralement dans des tons de jaune, de bleu ou de vert, celles-ci principalement utilisées dans les mosaïques posées pour se refléter sous l'eau des fontaines.
C'est à peu près à la même époque que les premières vitres auraient été produites, d'abord coulées grossièrement dans un cadre en bois au-dessus d'une couche de sable ou de pierre, puis, dès la fin du IIIe siècle, par le procédé de manchon, où un cylindre soufflé était coupé latéralement et aplati pour produire une feuille plane de verre à vitre.

## Chimie et couleurs
- Aqua : oxyde de fer (II) (FeO)

« Aqua » est un bleu-vert pâle, couleur naturelle du verre non traité. De nombreux récipients romains sont de cette couleur.
- Incolore : oxyde de fer (III)(Fe2O3)

Le verre incolore était produit à l'époque romaine en ajoutant soit de l'oxyde d'antimoine, soit de l'oxyde de manganèse. Cela oxydait l'oxyde de fer (II) en oxyde de fer (III) qui, bien que jaune, est un colorant beaucoup plus faible, permettant au verre d'apparaître incolore. L'utilisation du manganèse comme décolorant est une invention romaine notée pour la première fois à l'époque impériale ; avant cela étaient utilisés des minéraux riches en antimoine. Cependant, l'antimoine agit comme un décolorant plus fort que le manganèse, produisant un verre plus véritablement incolore ; en Italie et en Europe du Nord, l'antimoine ou un mélange d'antimoine et de manganèse a continué à être utilisé jusqu'au IIIe siècle.
- Ambre : fer - composés soufrés 0,2 %-1,4 % S 0,3 % Fe

Le soufre est susceptible de pénétrer dans le verre en tant que contaminant de natron, produisant une teinte verte. La formation de composés fer-soufre produit une couleur ambrée.
- Violet : Manganèse (comme la pyrolusite) Environ 3 %[1]

- Bleu et vert :	Cuivre	2 % à 13 %[1]

La teinte naturelle « aqua » peut être intensifiée par l'ajout de cuivre. Pendant la période romaine, cela provenait de la récupération du tartre d'oxyde à partir de déchets de cuivre lorsqu'il était chauffé, pour éviter les contaminants présents dans les minéraux de cuivre. Le cuivre produit un bleu translucide évoluant vers un vert plus foncé et plus dense.
- Vert foncé : Plomb

En ajoutant du plomb, la couleur verte produite par le cuivre pourrait être assombrie.
- Bleu roi à marine :	Cobalt	0,1 %[1]

Coloration intense.
- Poudre bleue :	Bleu égyptien[1]

- Rouge opaque à brun (Haematinum cité par Pline) : Plomb de cuivre >10% Cu 1% – 20% Pb[1]

Dans des conditions fortement réductrices, le cuivre présent dans le verre précipitera à l'intérieur de la matrice sous forme d'oxyde cuivreux, donnant au verre un aspect brun à rouge sang. Le plomb favorise la précipitation et la brillance. Le rouge est une trouvaille rare, mais on sait qu'il a été produit au cours des IVe et Ve siècles et plus tard sur le continent.
- Blanc : Antimoine (comme la stibine)	1 à 10 %[1]

L'antimoine réagit avec la chaux dans la matrice de verre pour précipiter des cristaux d'antimonite de calcium créant un blanc avec une opacité élevée.
- Jaune :	Antimoine et plomb (comme la bindheimite)[1].

La précipitation du pyroantimonate de plomb crée un jaune opaque. Le jaune apparaît rarement seul dans le verre romain, mais a été utilisé pour la mosaïque et les pièces polychromes.
Ces couleurs formaient la base de tous les verres romains, et bien que certaines d'entre elles aient nécessité des compétences et des connaissances techniques élevées, il a été atteint une certaine uniformité.

## Classification Isings
Dans son ouvrage de 1957 sur le verre romain, Roman Glass from dated finds (Verre romain provenant de découvertes datées), Clasina Isings répertorie 134 formes de verres romains provenant de découvertes datées. Elle établit une chronologie de formes de verres moulés et soufflés de l'époque augustinienne jusqu'à l'Antiquité tardive. 
Chaque forme datée est numérotée et comporte une illustration de son profil, ainsi qu'une description et les dates des différents exemplaires trouvés. Les types de verres sont classés par siècle avec deux sections pour le Ier siècle de notre ère, en raison du développement important des formes à cette époque. L'ouvrage comporte également une longue bibliographie.
Son ouvrage devient une classification de référence des artéfacts en verre de l'époque romaine, dite « classification Isings », encore en usage de nos jours,.

## Musées
- Le Musée romain-germanique de Cologne présente l'une des plus importantes collections de verrerie d'époque romaine. Par exemple le canthare en verre bleu de Cologne.

- Le musée du Verre de Corning (Corning Museum of Glass), situé à Corning (État de New York), possède une section entièrement consacrée à la verrerie romaine[34].